# Киевское восстание 1018 года
Киевское восстание 1018 года — восстание горожан Киева и других южнорусских городов против польских войск Болеслава I.
После поражения в битве под Любечем и потери киевского княжения, Святополк Окаянный, зять Болеслава, попросил польского короля о помощи. Болеслав согласился и предпринял поход на Киев. Разбив на берегах Буга войско Ярослава Мудрого, Болеслав со Святополком вошли в Киев. Часть войск Болеслав отпустил домой, остальные были размещены в городах на постой.
Русская летопись называет инициатором последующих событий Святополка, отдавшего приказ «избивать» поляков по городам. Однако, историки считают наиболее вероятным, что в Киеве, как двумя десятилетиями ранее в Праге, Болеслав лишь воспользовался внутренними неурядицами для того, чтобы захватить власть, а его воины относились к местному населению как к побеждённым, чем вызвали народный гнев.
Болеслав покинул Киев, вывезя с собой киевскую казну, сестёр Ярослава, а также получив от Святополка червенские города, присоединённые к Древнерусскому государству при Владимире Святославиче. 
Вскоре Ярослав Мудрый с помощью новгородцев смог вернуться в Киев, в котором смог окончательно утвердиться после победы над Святополком в битве на реке Альте. Червенские города были отвоёваны в 1031 году, во время совместного похода Ярослава и Мстислава Черниговского.